# Belén Succi
María Belén Succi (Buenos Aires, 16 ottobre 1985) è una hockeista su prato argentina.

## Palmarès

### Olimpiadi
- 1 medaglia:
  - 1 bronzo (Pechino 2008)

### Mondiali
- 2 medaglie:
  - 1 oro (Rosario 2010)
  - 1 bronzo (L'Aia 2014)

### World League
- 1 medaglia:
  - 1 oro (Rosario 2014-2015)

### Champions Trophy
- 8 medaglie:
  - 6 ori (Mönchengladbach 2008; Sydney 2009; Nottingham 2010; Rosario 2012; Mendoza 2014; Londra 2016)
  - 2 argenti (Quilmes 2007; Amstelveen 2011)

### Giochi panamericani
- 3 medaglie:
  - 1 oro (Rio de Janeiro 2007)
  - 2 argenti (Guadalajara 2011; Toronto 2015)

### Coppa panamericana
- 3 medaglie:
  - 3 ori (Hamilton 2009; Mendoza 2013; Lancaster 2017)